# Timiaouine
Timiaouine (arab. ﺗﻴﻤﻴﺎوﻳﻦ) – miasto w Algierii, w prowincji Adrar.